# 20 травня
20 травня — 140-й день року (141-й у високосні роки) в григоріанському календарі. До кінця року залишається 225 днів.

## Свята і пам'ятні дні

### Міжнародні
- Всесвітній день метрології
- Всесвітній день травматолога.
- Всесвітній день бджіл.
- Європейський день моря.

### Національні
- Україна: День банківських працівників України. (Відзначається щорічно згідно з Указом Президента № 316/04 від 6 березня 2004 р.)
- Україна: День українських героїв.
- Камерун: Національне свято Республіки Камерун. День проголошення Республіки (1972)
- Індонезія: День національного пробудження. (National Awakening Day)
- Куба,  Саудівська Аравія,  Східний Тимор: День незалежності.

### Релігійні
Православні:
- Мучеників Фалалея, Олександра і Астерія.
- Мученика Аскалона.
- Знайдення мощей святителя Олексія, митрополита Київського і всієї Руси, чудотворця.

### Іменини
- ✙ Православні: Олександр, Олексій[1]
- ✝  Католицькі:

## Події
- 325 — римський імператор Костянтин скликав Вселенський собор у Нікеї.
- 1449 — португальський король Афонсу V розбив повстанців у при Алфарробейрі.
- 1498 — португальський мореплавець Васко да Гама досягнув Індії.
- 1783 — підписано Версальський мир, що завершував війну між Францією, Англією та Нідерландами
- 1809 — Відкрилось Київське народне чоловіче училище, що потім стало школою № 75, однією з найстаріших шкіл Києва.
- 1873 — Леві Штраус випустив на ринок блакитні джинси.
- 1875 — в Парижі 17 держав підписали Метричну конвенцію щодо впровадження єдиної метричної системи.
- 1899 — Джекоб Герман став першим водієм, якого було заарештовано за перевищення швидкості — він «мчав» по одній з вулиць Нью-Йорка зі швидкістю 20 км/год.
- 1905 — у Києві відкрито Михайлівський механічний узвіз.
- 1927 — американський льотчик Чарльз Ліндберг розпочав перший безпосадковий трансатлантичний переліт.
- 1961 — засновано Шевченківську премію.
- 1961 — за створення Української робітничо-селянської спілки Львівський обласний суд засудив Левка Лук'яненка до смертної кари, а його товаришів — до різних термінів позбавлення волі.
- 1980 — на референдумі в канадській провінції Квебек 59,9 % виборців висловилися проти від'єднання від Канади.
- 1985 — Ізраїль під наглядом Міжнародного комітету Червоного Хреста звільнив 1150 ув'язнених в обмін на звільнення трьох останніх ізраїльських солдат, яких утримували палестинці.
- 1992 — керівники Ленінабада та Куляба відмовилися визнати новий уряд Таджикистану та пригрозили вийти зі складу республіки.
- 2005 — відбувся дебют незалежної України на Каннському кінофестивалі — світова прем'єра документального фільму режисера Ігоря Стрембіцького «Подорожні», який здобув «Золоту пальмову гілку».
- 2009 — у фінальному футбольному матчі Кубку УЄФА в Стамбулі «Шахтар» (Донецьк) переграв «Вердер» (Бремен) з рахунком 2:1, ставши володарем останнього в історії Кубку УЄФА.
- 2019 — відбулась інавгурація Президента України Володимира Зеленського.

- 2022 — Росія окупувала Маріуполь.

## Народились
Дивись також Категорія:Народились 20 травня
- 1470 — П'єтро Бембо, італійський гуманіст, поет, літературний теоретик, кардинал.
- 1537 — Фабріціо Джеронімо, італійський хірург і видатний анатом епохи Відродження, засновник сучасної ембріології (†1619).
- 1764 — Йоганн Готтфрід Шадов, німецький скульптор, автор квадриги з богинею Перемоги на Бранденбурзьких воротах у Берліні.
- 1799 — Оноре де Бальзак, французький письменник (†1850).
- 1806 — Джон Стюарт Мілл, англійський філософ-позитивіст, економіст, громадський діяч, ідеолог лібералізму (†1873).
- 1825 — Джордж Філліпс Бонд, американський астроном (†1865).
- 1830 — Мало Гектор, французький письменник (†1907).
- 1844 — Микола Мурашко, український живописець і педагог (†1909).
- 1851 — Еміль Берлінер, американський винахідник німецького походження, який винайшов грамофон (†1929).
- 1882 — Сігрід Унсет, норвезька письменниця, лауреатка Нобелівської премії (†1949).
- 1908 — Джеймс Стюарт, американський кіноактор, бригадний генерал ВПС Сполучених Штатів (†1997).
- 1915 — Моше Даян, ізраїльський генерал, герой війни 1967 року (†1981).
- 1921 — Вольфганг Борхерт, німецький письменник, один з найвідоміших авторів в німецькій літературі епохи руїн. Найвизначніший твір — п'єса «На вулиці, перед зачиненими дверима» (1947).
- 1922 — Сара Дорон, ізраїльська політична діячка (†2010).
- 1922 — Іван Чендей, український письменник (†2005).
- 1925 — Олексій Туполєв, радянський авіаконструктор, розробник літаків Ту (†2001).
- 1930 — Стефанія Павлишин, українська музикознавиця, голова секції мистецтвознавства ЗНЦ НАНУ.
- 1943 — Альбано Каррізі, італійський співак, виконавець таких пісень, як Фелічіта (Felicità) та ін.
- 1944 — Джо Кокер, англійський рок-співак (†2014).
- 1946 — Шер, американська співачка, авторка пісень, акторка, телеведуча, підприємиця, музична продюсерка та кінорежисерка.
- 1952 — Лідія Кондрашевська, народна артистка України, співачка (лірико-колоратурне сопрано) (†2008).
- 1957 — Віктор Харик, український шрифтовий дизайнер.
- 1963 — Сергій Кузін, радіоведучий, музикант, шоумен, продюсер. Ведучий ранкового шоу «Камтугеза» на «Радіо Рокс».
- 1965 — Мунаєв Іса Ах'ядович, український і чеченський військовик, бригадний генерал Збройних сил Чеченської Республіки Ічкерія.
- 1973 — Наталка Сняданко, українська письменниця, перекладачка та журналістка.
- 1981 — Ікер Касільяс, голкіпер національної футбольної збірної Іспанії та футбольного клубу «Реал Мадрид»
- 1982 — Петр Чех, футболіст, воротар лондонського клубу «Арсенал» та збірної Чехії.

## Померли
Дивись також Категорія:Померли 20 травня
- 1506 — Христофор Колумб, мореплавець із Генуї, який відкрив Американський континент (*1451).
- 1648 — Владислав IV Ваза, король Польський і великий князь Литовський (1632—1648).
- 1793 — Шарль Бонне, швейцарський природознавець і філософ-ідеаліст.
- 1859 — Йосип Єлачич, австрійський полководець хорватського походження, бан Хорватії (1848—1859). Скасував у Хорватії кріпосне право.
- 1940 — Вернер фон Гейденстам, шведський письменник, лауреат Нобелівської премії з літератури 1916 року.
- 1973 — Міколас Вайткус, литовський поет і драматург, католицький священик.
- 1975 — Барбара Гепворт, англійська скульпторка-абстракціоністка.
- 2013 — Рей Манзарек, американський музикант, продюсер. Колишній член рок-гурту The Doors.